# Bassarona teuta
Bassarona teuta es una especie de  mariposa de la familia Nymphalidae,  subfamilia Limenitidinae, tribu Adoliadini.

## Subespecies
- Bassarona teuta teuta
- Bassarona teuta goodrichi (Distant, 1886)
- Bassarona teuta affinis (Lathy, 1900)
- Bassarona teuta rayana (Morishita, 1968)
- Bassarona teuta tiomanica (Eliot, 1978)
- Bassarona teuta teutoides (Moore, 1877)
- Bassarona teuta gupta (de Nicéville, 1886)
- Bassarona teuta eurus (de Nicéville, 1894)
- Bassarona teuta yapana (Fruhstorfer)
- Bassarona teuta externa (de Nicéville, 1894)
- Bassarona teuta eion (de Nicéville, 1894)
- Bassarona teuta veyana (Fruhstorfer)
- Bassarona teuta bellata (Druce, 1873)
- Bassarona teuta ira (Moore, 1896)
- Bassarona teuta salpona (Fruhstorfer, 1909)
- Bassarona teuta eson (de Nicéville, 1894)

## Localización
Esta especie de mariposa y sus subespecies se encuentran distribuidas en Birmania, península malaya, Tailandia, Sumatra, Java, Borneo y Palawan. 